# Pterostegia
Pterostegia, monotipski biljni rod iz porodice dvornikovki. Jedina vrsta je P. drymarioides, jednogodišnja raslinja iz jugozapada SAD-a, sjevernog Meksika i otok Guadalupe.
P. drymarioides raste na visinama od 10-1000 m. Vrijeme cvatnje su od ožujka do srpnja. Kromosomi: n=14.

## Stanište
Pješčana do šljunčana tla

## Sinonimi
- Pterostegia diphylla Nutt.; Proc. Acad. Nat. Sci. Philadelphia 4: 18 (1848)
- Pterostegia diphylla var. biloba Nutt.; J. Acad. Nat. Sci. Philadelphia, n.s. 1: 168 (1848)
- Pterostegia microphylla Nutt.; Proc. Acad. Nat. Sci. Philadelphia 4: 18 (1848)